# Løvenskioldfonna
De Løvenskioldfonna is een ijskap op het eiland Spitsbergen, dat deel uitmaakt van de Noorse eilandengroep Spitsbergen. De ijskap is tien kilometer lang en zes kilometer breed.
De ijskap ligt ten noorden van het fjord St. Jonsfjorden op Oscar II-land.
De ijskap is vernoemd naar de Noorse politicus Carl Otto Løvenskiold.